# Русские не сдаются
«Ру́сские не сдаю́тся» — крылатая фраза (оборот речи, краткое выражение, обладающее национальной спецификой), являлась одним из общевойсковых лозунгов русской армии, ведущим своё начало с конца XVIII века. Наибольшую известность фраза приобрела в связи с обороной крепости Осовец в Первой мировой войне.

## Версии происхождения

### Оборона крепости Осовец
В публицистике распространено мнение, что теория восхождения данной словесной формулы относится к обороне крепости Осовец во время Первой мировой войны, продолжавшейся с сентября 1914 года по август 1915 года. Немцы предлагали гарнизону полмиллиона рейхсмарок за сдачу крепости, однако предложение было отвергнуто командованием крепости Осовец словами «русские не сдаются». Одни пишут, что так ответил комендант Осовца генерал-майор Николай Бржозовский, другие — что это сказал старший адъютант штаба крепости Михаил Свечников. По мнению И. В. Анненковой, с точки зрения темпоральной характеристики, именно тогда появилась словесная формула «Русские не сдаются».

### Период Великой Отечественной войны

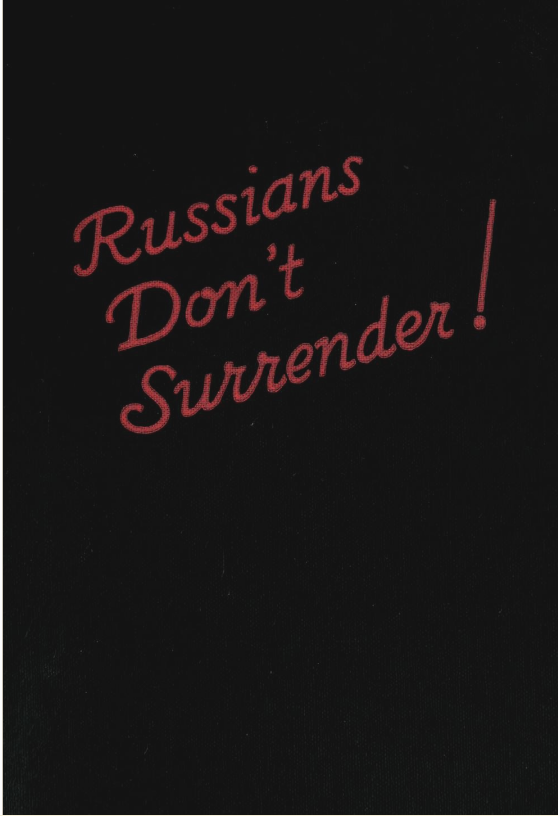
Обложка издания книги «Russians don’t surrender» («Русские не сдаются»), 1942 год

Согласно официальной точке зрения, сформировавшейся в советский период, произнесение фразы «русские не сдаются» впервые было задокументировано в годы Великой Отечественной войны, и произошло в рамках боевого эпизода 8 ноября 1941 года на окраине села Дьяково Ворошиловградской (Луганской) области. Бойцы Красной армии в окружении держали оборону от атакующих войск вермахта. Командир роты красноармейцев был убит, и командование частью взял на себя 21-летний политрук Хусен Андрухаев, уроженец Адыгеи. Андрухаев остался прикрывать тыл товарищей, но вскоре был окружён и, оставшись без патронов, схватил с земли связку противотанковых гранат и подорвал себя вместе с окружившими его солдатами противника. Согласно наградным документам, Андрухаев крикнул «Возьмите, гады!». Однако, эти слова показались недостаточно корректными, и позже, с опорой на материалы допроса пленного немецкого офицера, появились сведения о том, что на предложение фашистов «Рус, сдавайся!» Андрухаев ответил: «Русские не сдаются!». Именно такая фраза в дальнейшем появилась в большинстве работ, исследовавших эти события, и стала широко применяться в советской военной пропаганде и произведениях советского искусства.
Описавшая этот эпизод книга советского военного корреспондента и политработника Александра Полякова «В тылу врага: дневник военного корреспондента», в 1942 году была переведена на английский и издана в США под названием «Russians don’t surrender» («Русские не сдаются»).
Доктор исторических наук, ведущий научный сотрудник Института этнологии и антропологии РАН Кира Цеханская пишет, что документы Великой Отечественной войны хранят свидетельства многочисленных проявлений отваги, когда солдаты взрывали себя последней гранатой с криком: «Русские не сдаются!», а потом оказывалось, что среди таких погибших были «представители Средней Азии, Украины, Прибалтики», евреи, чеченцы, татары, которые «умирали, называя себя русскими». «Представляется, когда нерусские граждане советского отечества шли в бой и погибали со словами: „Русские не сдаются!“, они именно таким образом идентифицировали себя с единой советской общностью людей, основой которой был русский этнос», — пишет Цеханская.

### История
В контексте оценок происхождения фразы и словесной формулы «русские не сдаются» упоминаются также предполагаемые слова древнерусского князя Святослава Игоревича в период русско-византийской войны 970—971 годов: «Так не посрамим земли Русской, но ляжем здесь костьми, ибо мертвые сраму не имут. Если же побежим — позор нам будет».
М. Н. Тиханов во время своего посольства (1613—1615) к персидскому шаху Аббасу I на обратном пути в Россию в 1615 году был приглашён правителем Шемахи Юсуф-ханом на обед, на котором присутствовал тарковский шамхал Адиль-Герей I Музаффар. В ходе диалога последний, вспомнив о Караманской битве в 1605 году, включился в него — «…русских людей знаю. <…> жив в руки не дастьца, бьютца до смерти».
Авторство фразы также приписывали царю Петру I и военачальнику Александру Суворову.
Фразу «Русские не сдаются» произнёс генерал Василий Левашов в ответ на требование шведского короля Густава III сдать город Фридрихсгам во время русско-шведской войны 1788—1790 годов.  
Попав в засаду на Кавказе в 1803 году во время восстания лезгин, умирающие руководители отряда егерей передавали друг другу фразу «помни, русские не сдаются». 
В 1840 году в ходе обороны русским гарнизоном Михайловского укрепления один из горцев предложил, уже будучи раненому, начальнику гарнизона штабс-капитану Н. К. Лико добровольно сдаться, на что последний прокричал — «Ребята, убейте его! Русские не сдаются». 
Известно, что во время Русско-турецкой войны 1877—1878 годов во время осады крепости Баязет турки восемь раз предлагали сдаться, но командир гарнизона капитан Фёдор Штоквич ответил: «Русские живыми не сдаются! По первому же высланному переговорщику прикажу стрелять!». Когда до начальника Эриванского отряда генерал-лейтенанта А. А. Тергукасова доходили слухи о том, что русский гарнизон в Баязете капитулировал, то он, отказываясь в это верить, твердил — «Не может быть, не может быть. Русские не сдаются». Крепость позже была освобождена.

## Анализ
Доктор филологических наук, профессор Ирина Васильевна Анненкова полагает, что данная словесная формула предопределяет характерную поведенческую норму носителей «русского самосознания». «Русские не сдаются» используется как положительная оценка характера русского человека. Автостереотип этноса русских также передается такими реакциями, как «не отступают» и «не проигрывают», всегда идут до конца. Форма будущего времени совершенного вида, используемая фразой, не противопоставляет будущего действия плану настоящего. Действие, простираясь в будущее в завершительных моментах процесса, исходит из настоящего времени.

### Научная
- Анненкова Ирина Васильевна Система медиатопосов современного медиадискурса России как отражение и трансформация русских культурных архетипов // Медиаскоп. — 2017. — № 4.
- Мокшин Г. Н. 226-й пехотный Землянский полк: история и современность // Ляпин Денис Александрович История: факты и символы. — Елец, 2018. — № 1 (14). — С. 69—75. — ISSN 2410-4205. — doi:10.24888/2410-4205-2018-14-1-69-75.
- Носова С. С., Дубаневич Л. Э., Воронина В. Н. Цифровые технологии как инструмент роста инновационности современной экономики России // Сулимова Е.А.. — Москва, 2018. — № 12. — С. 9—14. — ISSN 2307-180X.
- Анненкова Ирина Васильевна. The System of Russian Contemporary Media Discourse Media Toposes as a Reflection and a Transformation of Russian Cultural Archetypes // Медиалингвистика. — Санкт-Петербург: Издательство Санкт-Петербургского государственного университета, 2019. — Т. 6, № 1 (6). — С. 87—102. — ISSN 2312-0274. — doi:10.21638/spbu22.2019.107.

### Общественно-политические издания
- Andrei Kortunov. Los rusos no se rinden // El Pais, 2 октября 2020
- Андрей Кортунов. Русские не сдаются! // Российский совет по международным делам, 4 октября 2020
- Николай Малишевский. Русские не сдаются, или Почему Россия побеждает // Фонд стратегической культуры. 22 июня 2012
- Poliakov P. Russians don't surrender / trans. by N. Guterman. — New York: E. P. Dutton, 1942.

### Публицистическая
- Воронов Владимир. Русские не сдаются // Совершенно секретно, 1 августа 2009.
- Майя Новик. Как родилась фраза «Русские не сдаются» // сайт «Русская семерка», 17 сентября 2017.
- Евгений Черных. Как родилась знаменитая фраза «Русские не сдаются!» и была ли на самом деле «атака мертвецов». Мифы и правда о легендарной битве Первой Мировой // Комсомольская правда, 5 сентября 2020.
- Дмитрий Соколов. Русские не сдаются — откуда пошло выражение? // Война и Отечество: онлайн журнал — № 9. — 2019.